# Kazemachi Jet / Spica
Singles de Māya Sakamoto
Loop
(2005) Saigo no Kajitsu / Mitsubachi to Kagakusha
(2007)
Kazemachi Jet / Spica est le 14e single de Māya Sakamoto sorti sous le label Victor Entertainment le 14 juin 2006 au Japon. Il arrive 14e à l'Oricon et reste classé six semaines pour un total de 21 670 exemplaires vendus durant cette période.
Kazemachi Jet a été utilisé comme thème de fermeture de la saison 2 de l'anime Tsubasa -RESERVoir CHRoNiCLE- et Spica a été utilisé comme thème musical du même anime. Kazemachi Jet se trouve sur l'album Kazeyomi.

## Liste des titres
Toutes les paroles sont écrites par Māya Sakamoto.
| 1. | Kazemachi Jet (風待ちジェット)             | Syoko Suzuki |  |
| 2. | Spica (スピカ)                             | h-wonder     |  |
| 3. | Kazemachi Jet (w/o maaya) (風待ちジェット) | Syoko Suzuki |  |
| 4. | Spica (w/o maaya) (スピカ)                 | h-wonder     |  |